# Евгеније I (византијски епископ)
Евгеније I је био византијски епископ у периоду од 240. до 265. године. На том месту наследио је епископа Кастинија. 
265. године наследио га је епископ Тит.